# 伯溫鎮區 (內布拉斯加州卡斯特縣)
伯溫鎮區（英語：Berwyn Township）是位於美國內布拉斯加州卡斯特縣的一個行政鎮區。

## 地方資料
伯溫鎮區的面積為194.02平方千米，皆為陸地。根據2020年美國人口普查的數據，當地共有人口229人，而人口密度為每平方千米1.18人。